# Alegeri legislative în Senegal, 2007
Alegerile parlamentare din Senegal ar fi trebuit să aibă loc în data de  25 februarie 2007, dar în urma anulării unui decret prezindețial privind repartizarea deputaților de către Consiliul de Stat, acestea au fost amânate pe data de 3 iunie 2007.
Prin urmare, alegerile parlamentare au avut loc după alegeri prezindențiale, care au avut ca rezultat realegerea constestată a  lui ’Abdoulaye Wade

## Participare
Principalele partide de opoziție Rewmi,  Partidul Socialist, Alianța Forțelor pentru Progres și Liga democratică/Mișcarea pentru Partidul Muncii) reuniți în Frontul Siggil Senegal au decis să boicoteze aceste alegeri  înainte de refuzul Guvernului de a afectua un audit al registrului electoral.
Acest boicot pare să fi fost auzit, deoarece  din 5 002 533 de persoane cu drept de vot,1 738 185  de persoane și-au exercitat acest drept, generând o rată de participare la vot de 34,7%, în comparație cu 67,4% rata de participare la alegeri parlamentare din 2001.

## Candidați
Ministrul de Interne a publicat în data de 13 aprilie lista principalelor partie si alianțe politice care au avut dreptul să participe la alegeri.
- Coaliția And Défar Sénégal
- Coaliția Takku Défaraat Sénégal
- Coaliția Sopi 2007
- Coaliția Waar Wi
- Convergence pour le renouveau et la citoyenneté (CRC)
- Mișcarea  pentru reformă și dezvoltare socială (MRDS)
- Alianța pentru Progres și Justiție/Jëf-Jël
- Adunarea pentru popor (RP)
- Uniunea Patriotică Națională /Tekki (UPN)
- Partidul Socialist Autentic (PSA)
- Adunarea Ecologiștilor din Senegal- Cei Verzi
- Frontul pentru socialism și democrație/Benno Jubël (FSD/BJ)
- Adunarea patriotică senegaleză/Jammi Rewmi (RPS/JR)
- Partidul social-democrat/Jant-Bi (PSD/JB)

3581 candidați au candidat pentru  cele 150 de locuri care  formează acum Adunarea Națională.

## Rezultate
| Partid                                             | Număr de voturi | Procent | Locuri |
| -------------------------------------------------- | --------------- | ------- | ------ |
| Coaliția Sopi 2007                                 | 1 190 609       | 69,21   | 131    |
| Coaliția Takku Defaraat Sénégal                    | 86 621          | 5,04    | 3      |
| Coaliția And Defaar Sénégal                        | 84 998          | 4,94    | 3      |
| Coaliția Waar Wi                                   | 74 919          | 4,35    | 3      |
| Adunarea pentru popor                              | 73 083          | 4,25    | 2      |
| Frontul pentru socialism și democrație/Benno Jubël | 37 427          | 2,18    | 1      |
| Alianța pentru progres și justiție/Jëf-Jël         | 33 297          | 1,94    | 1      |
| Convergence pour le renouveau et la citoyenneté    | 30 658          | 1,78    | 1      |
| Partidul Socialist Autentic                        | 26 320          | 1,53    | 1      |
| Uniunea Patriotică Națională/Tekki                 | 22 271          | 1,29    | 1      |
| Mișcarea pentru reformă și dezvoltare socialăl     | 20 041          | 1,16    | 1      |
| Adunarea Ecologiștilor din Senegal - Cei Verzi     | 17 267          | 1,00    | 1      |
| Partidul social-democrat/Jant-Bi                   | 15 968          | 0,93    | 1      |
| Adunarea patriotică senegaleză/Jammi Rewmi         | 6 847           | 0,40    | 0      |
| Total (rata de participare 34,75%)                 | 1 720 326       | 100,0   | 150    |